# The Fall of Troy
Pour les articles homonymes, voir FOT.
The Fall of Troy (FOT) est un groupe de post-hardcore américain, originaire de Mukilteo, dans l'État de Washington. Il est influencé par les groupes progressifs Rush et King Crimson et les groupes expérimentaux At the Drive-In et The Blood Brothers.

## Biographie

### Débuts (2002–2006)

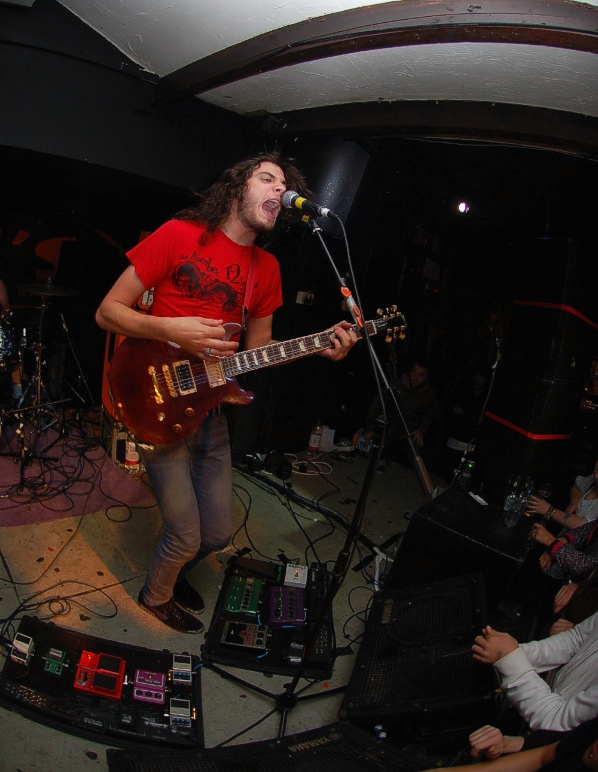
Thomas Erak, en 2007.

The Fall of Troy est initialement formé en 2002 comme groupe de screamo sous le nom de Thirty Years War (La Guerre de Trente Ans en français). Il comporte un quatrième membre : Mike Munro en tant que deuxième guitariste. Thirty Years War publie deux EP, Martyrs Among the Casualties et Live at the Paradox. Au moment où le groupe retourne dans les studios pour un nouvel enregistrement, Munro quitte le groupe pour se concentrer sur ses études. Ils décident alors de changer de nom et comme pour la première fois, ils ouvrent un livre d'histoire en pointant au hasard des évènements jusqu'à satisfaction.
En mai 2003, le trio rentre dans les studios de Seattle. À cette époque, les trois membres du groupe étaient âgés de 17 ans et tous les morceaux furent enregistrés en moins d'une semaine durant leur vacances. Le 4 novembre 2003 sort leur premier album éponyme, The Fall of Troy, sur le label Lujo Records,. À peine quelques mois plus tard, en 2004, sort un EP auto-produit : Ghostship, prémisse de leur Phantom on the Horizo. Ghostship leur permet de se faire repérer par Equal Vision Records qui leur demande une nouvelle démo. Les chansons Tom Waits et Laces Out, Dan décidera la maison de disques à leur offrir un contrat pour un album.
En 2005, le groupe sort leur deuxième album, Doppelgänger le 16 août 2005. La chanson F.C.P.R.E.M.I.X. leur permet de gagner une certaine notoriété grâce à son apparition dans les jeux vidéo Saints Row, MLB 2K6 et Guitar Hero III: Legends of Rock. En 2006, le premier album du groupe, publié sur Lujo Records, est réédité par Equal Vision Records. Durant une tournée de cette même année, le chanteur et guitariste Thomas Erak déclare : « C'est le dernier morceau que The Fall of Troy jouera ensemble. »

### Manipulatoret séparation (2006–2012)
Malgré tout, en 2007 sort un troisième album, Manipulator, toujours sur le même label, produit par Matt Bayles, producteur, entre autres, de groupes célèbres tels qu'Isis, Botch ou Mastodon. Le premier single issu de cet album sera Cut Down All the Trees and Name the Streets After Them et une vidéo sera publiée le 8 août 2007, tout comme pour Ex-Creations, deuxième single de l'album. C'est durant le mois de novembre 2007, en pleine tournée, que Tim décide de quitter le groupe. Le groupe confirmera plus tard qu'il les quitte à cause du stress. Il est remplacé par Frank Ene, bassiste du groupe … of Stalward Fads.
Le 28 novembre 2008 sort l'EP Phantom on the Horizon regroupant les cinq actes de Ghostship avec des interludes. Thomas Erak le décrit comme un seul et même morceau sur un seul album. Le 26 février 2009, le groupe annonce sur leur Myspace leur retour aux studios au côté du producteur  Terry Date. In the Unlikely Event sortira le 6 octobre 2009, et une tournée mondiale s'ensuivra.
Le 26 février 2010, The Fall of Troy annonce sa séparation Le trio donne une dernière entrevue à Mario Trevizo du Lexington Music Press. Après la séparation de Fall of Troy, Thomas Erak forme Just Like Vinyl. En janvier 2013, Erak est annoncé dans le groupe de post-hardcore Chiodos. Andrew Forsman remplace Erak comme batteur dans le groupe local The Monday Mornings en 2010.

### Réunion etOK(depuis 2013)
Les membres de The Fall of Troy se réunissent pour trois nuits en décembre 2013 à Austin, Texas. Chaque nuit, les membres jouent trois albums (The Fall of Troy, Doppelgänger et Manipulator) dans leur intégralité. Le groupe annonce ensuite sa réunion pour 2014 avec la sortie d'un nouvel album. En décembre 2014, Thomas Erak annonce le départ de Chiodos pour se consacrer au nouvel album de The Fall of Troy et à sa famille. The Fall of Troy se lance dans une tournée spéciale dix ans de leur deuxième album Doppelgänger en septembre et novembre 2015 avec And So I Watch You from Afar et Kylesa,.
Après deux ans de mises à jour, The Fall of Troy annonce formellement son neuvième album studio et suite de In the Unlikely Event publié en 2009. Le nouvel album, intitulé OK, est publié le 20 avril 2016 sur le site web du groupe en pay what you want,.

## Membres

### Membres actuels
- Thomas Erak - chant, guitare, clavier (2002–2010, depuis 2013)
- Tim Ward - basse, chœurs (2002–2007, depuis 2013)
- Andrew Forsman - batterie, percussions (2002–2010, depuis 2013)

### Anciens membres
- Frank Ene - basse, chœurs (2007–2010)